# رباب عبد الهادي
رباب إبراهيم عبد الهادي (مواليد 1955) هي باحثة وناشطة ومعلمة ومحررة ومديرة أكاديمية أمريكية من أصل فلسطيني. وهي أستاذ مشارك في الدراسات العرقية ودراسات العرق والمقاومة، والمدير المؤسس لدراسات العرقيات والمهاجرون العرب والمسلمين (AMED) في جامعة ولاية سان فرانسيسكو.

## النشأة والتعليم
ولدت رباب إبراهيم عبد الهادي عام 1955 في نابلس بفلسطين لعائلة مسلمة. حاصلة على درجة البكالوريوس (1994) في دراسات المرأة من كلية هانتر؛ وعلى ماجستير آداب (1995)، وماجستير فلسفة (1998) ودكتوراه فلسفة (2000) في علم الاجتماع، جميعها من جامعة ييل. كانت أطروحتها تحت إشراف المستشارة ميشيل ديلون بعنوان "القضية الفلسطينية في منظور مقارن: المقاومة الشمولية والمواطنة الإقصائية" (2000).

## حياة مهنية
من عام 2004 إلى عام 2006، عملت كمدير مؤسس لمركز الدراسات العربية الأمريكية، وأستاذ مشارك في علم الاجتماع في جامعة ميشيغان-ديربورن. وفي يناير 2007، انضمت إلى هيئة التدريس في جامعة ولاية سان فرانسيسكو. منذ تعيينها في عام 2007، وكانت هي الوحيدة في قسمها، واستكمل باقي الهيئة التدرسية بمساعدي الباحثين الطلاب، والباحثين الزائرين، والمحاضرين على مر السنين. في عام 2018، رفعت دعوى قضائية وشكاوى عدة ضدها. وتعرضت لانتقادات من قبل الجماعات الصهيونية والمؤيدة لإسرائيل مثل مركز ديفيد هورويتز للحرية ، ومبادرة أمشا، وكمبوز ووتش [الإنجليزية]، ومشروع لاوفار [الإنجليزية]. ونشرت بعض الملصقات في جامعة ولاية سان فرانسيسكو عدة مرات، والتي تحتوي على رسوم كاريكاتورية تشبه رباب بطريقة مهينة، مع الإشارة إلى أنها متورطة في منظمات إرهابية. في عام 2017، وقفت شركة الطلاب المنتسبون بجامعة سان فرانسيسكو الحكومية (ASI)، والاتحاد العام للطلاب الفلسطينيين (GUPS)، واتحاد الطلاب السود (BSU) مع رباب عبد الهادي وأعربوا عن خيبة أملهم إزاء الطريقة التي كان يتعامل بها رئيس الجامعة آنذاك ليزلي وونغ.
في عام 2017، كان من المقرر أن يلقي رئيس بلدية القدس خطابًا في حرم جامعة سان فرانسيسكو، وقد قوبل باحتجاجات طلابية. واتهمت مجموعة من الطلاب اليهود المدرسة بالتشجيع معاداة السامية، وعلى رأسهم رباب ووصفت بأن "تصريحاتها معادية للصهيونية". رفعت القضية إلى المحكمة، وفي عام 2018، لم يجد القاضي الفيدرالي أي دليل على التمييز. وأعاد هذا الحدث إحياء النقاش حول حرية التعبير في حرم الجامعات، وتصدر وقتها الأخبار الوطنية. وفي عام 2019، شاركت في استضافة محاضرة عبر برنامج زوم للناشطة السياسية الفلسطينية وعضو الجبهة الشعبية لتحرير فلسطين، ليلى خالد. لكن ألغى كل من زووم وفيسبوك ويوتيوب البث المباشر للندوة عبر الإنترنت لأسباب تتعلق بسياسات ضد تقديم الدعم المادي لأعمال العنف والإرهاب أو الإشادة بها. وتعتبر حكومة الولايات المتحدة الجبهة الشعبية لتحرير فلسطين منظمة إرهابية. وأضاف حدث ليلى خالد إلى الجدل الإخباري الوطني المتوتر حول "حدود وعواقب حرية التعبير".

## أعمالها

### كتب
- Abdulhadi، Rabab؛ Alsultany، Evelyn؛ Naber، Nadine، المحررون (2011). Arab and Arab American Feminisms: Gender, Violence, and Belonging. Syracuse University Press. ISBN:9780815651239. مؤرشف من الأصل في 2023-01-30.

### المقالات والفصول
- Abdulhadi، Rabab (Winter 2005). "Tread Lightly: Teaching Gender and Sexuality in Time of War". Journal of Women's History. مطبعة جامعة جونز هوبكينز. ج. 17 ع. 4: 154–158. DOI:10.1353/jowh.2005.0040. S2CID:144865347.
- Abdulhadi، Rabab Ibrahim (2009). "Whose 1960s? Gender, Resistance and Liberation in Palestine". في Dubinsky، Karen؛ Krull، Catherine؛ Lord، Susan؛ Rutherford، Scott؛ Mills، Sean (المحررون). New World Coming: The Sixties and the Shaping of Global Consciousness. Between the Lines. ISBN:9781897071519. مؤرشف من الأصل في 2023-11-10.
- Abdulhadi، Rabab (4 أبريل 2012). "Debating Palestine: Representation, Resistance, and Liberation". شبكة السياسات الفلسطينية. مؤرشف من الأصل في 2023-11-10.
- Abdulhadi، Rabab؛ Olwan، Dana M. (ديسمبر 2015). "Introduction: Shifting Geographies of Knowledge and Power: Palestine and American Studies". American Quarterly. ج. 67 ع. 4: 993–1006. DOI:10.1353/aq.2015.0075. S2CID:146409698.
- Abdulhadi، Rabab Ibrahim (Fall 2018). "Framing Resistance Call and Response: Reading Assata Shakur's Black Revolutionary Radicalism in Palestine". Women's Studies Quarterly. The Feminist Press at the City University of New York. ج. 46 ع. 3: 226–231. DOI:10.1353/wsq.2018.0043. JSTOR:26511343. S2CID:91832980. مؤرشف من الأصل في 2023-11-10.

## روابط خارجية
- الصفحة الشخصية في دراسات العرقيات والشتات العربية والمسلمة (AMED) في كلية الدراسات العرقية بجامعة ولاية سان فرانسيسكو
- صفحة الملف الشخصي على موقع هيئة التدريس بجامعة ولاية سان فرانسيسكو.